# Bonnefontaine (Jura)
Bonnefontaine ist eine französische Gemeinde im Département Jura in der Region Bourgogne-Franche-Comté. Die Gemeinde ist Mitglied der Communauté de communes Bresse Haute Seille.

## Geographie
Bonnefontaine liegt auf 582 m, etwa 16 Kilometer ostnordöstlich der Stadt Lons-le-Saunier (Luftlinie). Das Bauerndorf erstreckt sich im Jura, im zentralen Teil des Plateau Lédonien (erstes Juraplateau), am Westfuß der Côte de l’Heute.
Die Fläche des 8,80 km² großen Gemeindegebiets umfasst einen Abschnitt des französischen Juras. Der Hauptteil des Gebietes wird von der Ebene des Plateau Lédonien eingenommen, die durchschnittlich auf 560 m liegt und teils von Acker- und Wiesland, teils von Wald (Bois du Chanay und Bois du Fuatelet) bestanden ist. Das Plateau besitzt keine oberirdischen Fließgewässer, weil das Niederschlagswasser im verkarsteten Untergrund versickert. Nach Osten erstreckt sich das Gemeindeareal über einen relativ steilen Hang bis auf den bewaldeten Kamm der Côte de l’Heute, welcher das Plateau vom östlich gelegenen Ain-Tal trennt. Auf der Krete wird mit 745 m die höchste Erhebung von Bonnefontaine erreicht.
Zu Bonnefontaine gehört der Weiler Le Patouillet (577 m) auf dem Plateau am Westfuß der Côte de l’Heute. Nachbargemeinden von Bonnefontaine sind Fay-en-Montagne und Picarreau im Norden, Crotenay und Pont-du-Navoy im Osten, Hauteroche mit Mirebel im Süden sowie La Marre im Westen.

## Geschichte

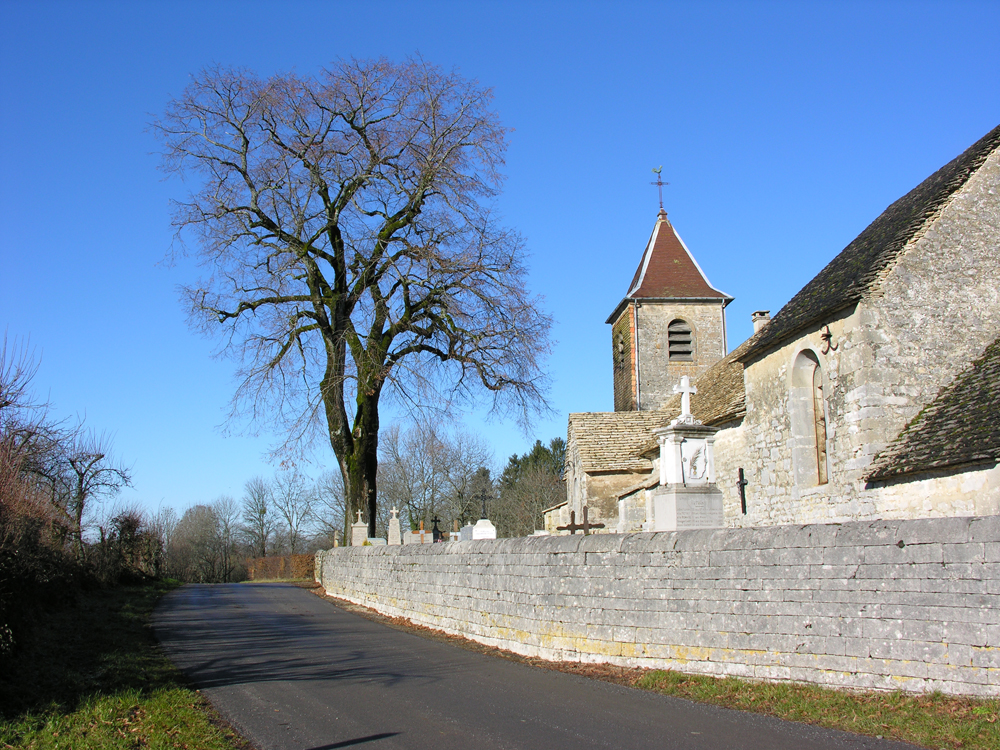
Kirche Notre-Dame

Auf dem Gemeindegebiet von Bonnefontaine wurden Spuren eines Siedlungsplatzes der Eisenzeit gefunden. Erstmals urkundlich erwähnt wird die Ortschaft im 12. Jahrhundert. Zusammen mit der Franche-Comté gelangte das Dorf mit dem Frieden von Nimwegen 1678 an Frankreich. Bis 1897 hieß die Gemeinde Les Faisses (abgeleitet vom lateinischen Wort fagus für Buche), danach wurde sie in Bonnefontaine (in Anlehnung an die Brunnen) umbenannt.

## Sehenswürdigkeiten
Die Dorfkirche Notre-Dame wurde ab 1486 an der Stelle eines mittelalterlichen Vorgängerbaus errichtet. Im 18. Jahrhundert wurden zwei Seitenkapellen und der heutige Glockenturm hinzugefügt. Bonnefontaine besitzt im Weiteren ein Herrschaftshaus und verschiedene Bauernhäuser im traditionellen Stil des 17. bis 19. Jahrhunderts.

## Bevölkerung
| Jahr                       | 1962 | 1968 | 1975 | 1982 | 1990 | 1999 | 2008 | 2018 |
| Einwohner                  | 141  | 107  | 86   | 97   | 98   | 84   | 94   | 107  |
| Quellen: Cassini und INSEE |      |      |      |      |      |      |      |      |

Mit 110 Einwohnern (Stand 1. Januar 2022) gehört Bonnefontaine zu den kleinsten Gemeinden des Départements Jura. Nachdem die Einwohnerzahl in der ersten Hälfte des 20. Jahrhunderts markant abgenommen hatte (1896 wurden noch 206 Personen gezählt), wurden seit Mitte der 1970er Jahre nur noch relativ geringe Schwankungen verzeichnet.

## Wirtschaft und Infrastruktur
Bonnefontaine war bis weit ins 20. Jahrhundert hinein ein vorwiegend durch die Landwirtschaft und die Forstwirtschaft geprägtes Dorf. Daneben gibt es heute einige Betriebe des lokalen Kleingewerbes. Mittlerweile hat sich das Dorf auch zu einer Wohngemeinde gewandelt. Viele Erwerbstätige sind Wegpendler, die in den größeren Ortschaften der Umgebung ihrer Arbeit nachgehen.
Die Ortschaft liegt abseits der größeren Durchgangsstraßen an einer Departementsstraße, die von Mirebel nach Fay-en-Montagne führt. Weitere Straßenverbindungen bestehen mit La Marre, Picarreau und Besain.